# Squadra birmana di Coppa Davis
La squadra birmana di Coppa Davis rappresenta la Birmania nella Coppa Davis, ed è posta sotto l'egida della Federazione birmana Tennis.
La squadra ha esordito nel 1955 pur con numerosissimi anni di assenza successivi, e ad oggi il suo miglior risultato è il raggiungimento del Gruppo III della zona Asia/Oceania.

## Organico 2012
Aggiornato agli incontri del Gruppo IV della zona Asia/Oceania (16-21 aprile 2012). Fra parentesi il ranking del giocatore nel momento della disputa degli incontri.
- Nge Hnaung (ATP #)
- Phyo Min Thar (ATP #)
- Aung Kyaw Naing (ATP #)
- Min Min (ATP #)